# Петрановская, Людмила Владимировна
Людмила Владимировна Петрановская (род. 20 апреля 1967, Ташкент) — российский психолог, педагог и публицист.

## Биография
Окончила филологический факультет Ташкентского университета. В дальнейшем окончила Московский институт психоанализа (1999). В 2020 году окончила магистратуру ВШЭ по направлению «Системная семейная психотерапия».
В 1990-х годах работала над энциклопедией для детей издательства «Аванта+». В связи с этим, в 2002 году, вместе с рядом работников издательства стала лауреатом премии Президента Российской Федерации в области образования.
Автор многочисленных просветительских книг для детей. Первая из них — «Звёздный мир в картинках» (с иллюстрациями Г. Литичевского) — вышла в 2004 году и затем была расширена и издана под названием «Звёздное небо» (с рисунками А. Селиванова). Наибольшую известность получила серия книг «Что делать, если…», предлагающая младшему школьнику разнообразные советы в затруднительных ситуациях; в 2013 году серия была дополнена книгой для старшеклассников «Что делать, если ждёт экзамен?».
Также автор широко известных книг, адресованных родителям: «Тайная опора. Привязанность в жизни ребёнка» (2014) и «Если с ребёнком трудно» (2014), в которых развивает и популяризирует теорию привязанности.
К ним примыкает книга «Selfmama. Лайфхаки для работающей мамы» (2017).
На протяжении многих лет занималась психологическими проблемами сиротства и усыновления. В 2012 году создала Институт развития семейного устройства — общественную организацию, обучающую будущих приёмных родителей и социальных работников. Опубликовала книги «В класс пришёл приёмный ребёнок» (2008), «Дитя двух семей» (2013), «Минус один? Плюс один!» (2015) в помощь приёмным родителям.
Автор большого числа видеолекций и вебинаров.

## Дело о дискредитации Вооруженных сил России
2 июля 2023 года появилась информация, что глава Федерального проекта по безопасности и борьбе с коррупцией Виталий Бородин написал донос на Людмилу Петрановскую, в котором говорится, что психолог с 2014 года поддерживала Украину и осудила полномасштабное вторжение России.
24 октября 2023 года стало известно о возбуждении дела об административном правонарушении в адрес Людмилы Петрановской в связи с «дискредитацией армии». 
25 октября 2023 года Петрановская прокомментировала сообщение о составлении на нее протокола о «дискредитации ВС РФ». Она написала, что находится в рабочей поездке за пределами России и есть время посоветоваться с адвокатами и подумать.